# Astragalus congdonii
Astragalus congdonii es una especie de planta herbácea perteneciente a la familia de las leguminosas. Es originaria de Estados Unidos.

## Descripción
Es una hierba perenne peluda que alcanza un tamaño de entre 20 y 70 centímetros. Las hojas dispersas son de hasta 14 centímetros de largo y se componen de varios pares de hojuelas de forma ovalada. La inflorescencia tiene hasta 35 flores de color crema, cada una de aproximadamente 1 a 1,5 centímetros de largo. El fruto es una estrecha vaina de legumbre de hasta 3,5 centímetros de largo que se seca con una textura parecida al papel grueso.

## Distribución
Es una planta herbácea perennifolia que se encuentra en Estados Unidos, distribuida por California

## Taxonomía
Astragalus congdonii fue descrita por Sereno Watson y publicado en Proceedings of the American Academy of Arts and Sciences 20: 360. 1885.
Etimología
Astragalus: nombre genérico derivado del griego clásico άστράγαλος y luego del Latín astrăgălus aplicado ya en la antigüedad, entre otras cosas, a algunas plantas de la familia Fabaceae, debido a la forma cúbica de sus semillas parecidas a un hueso del pie.
congdonii: epíteto
Sinonimia
- Hamosa congdoni (S.Watson) Rydb.	[3][4]